# ميشيل كاري
ميشيل كاري (بالإنجليزية: Michelle Carey)‏ هي منافسة ألعاب القوى أيرلندية، ولدت في 20 مارس 1981.

## وصلات خارجية
- ميشيل كاري على موقع الاتحاد الدولي لألعاب القوى (الإنجليزية)
- ميشيل كاري على موقع أوليمبيديا (الإنجليزية)